# محافظة غوسونغ (غيونغسانغ الجنوبية)
محافظة غوسونغ ((هانغل: 고성군): غوسونغ غون) هي محافظة تقع في مقاطعة غيونغسانغ الجنوبية، كوريا الجنوبية. وبلغ عدد سكانها 56،369 نسمة، عام 2013.

## أعلام
- هوانج تشول-سون

## وصلات خارجية
- الموقع الإلكتروني لحكومة المحافظة
- غوسونغ على مشروع الدليل المفتوح